# Mikowiec
Mikowiec – potok, prawy i największy dopływ Kluszkowianki w Paśmie Lubania w Gorcach. Wypływa w lesie na wysokości około 750 m i spływa w kierunku południowym. Jego orograficznie lewe zbocza tworzy grzbiet ze szczytami Drzyślawa i Dudowa Góra, prawe południowy grzbiet Stodolisk.
Górny bieg Mikowca znajduje się w porośniętych lasem stokach Pasma Lubania, dolny na polach uprawnych Klikuszowej. Potok przepływa przez zabudowany obszar tej miejscowości popod ulicą Kamieniarską i uchodzi do Klikuszówki na wysokości około 590 m. Ma długość około 2 km.
Cała zlewnia Mikowca znajduje się w obrębie wsi Kluszkowce w województwie małopolskim, w powiecie nowotarskim, w gminie Czorsztyn. .